# Liste des termes allemands employés en musique
 (décembre 2018).
La liste ci-après donne les termes allemands employés en musique et leur traduction accompagnée d'indications d'interprétation.

## Domaine d'emploi des termes allemands
Répandus mais moins fréquents que les termes italiens, les termes musicaux allemands sont principalement utilisés par les compositeurs allemands et autrichiens comme indicateurs de mouvement ou d'expression, complétant l'écriture musicale et nécessaires à l'interprétation de la musique vocale ou de la musique instrumentale comme les symphonies d'Anton Bruckner ou de Gustav Mahler, par exemple.

## Nom des notes et des altérations
| Si♯-Do  | Do♯-Ré♭   | Ré | Ré♯-Mi♭  | Mi-Fa ♭ | Mi♯-Fa  | Fa♯-Sol♭  | Sol | Sol♯-La♭ | La | La♯-Si♭ | Si-Do♭  |
| His - C | Cis - Des | D  | Dis - Es | E - Fes | Eis - F | Fis - Ges | G   | Gis - As | A  | Ais - B | H - Ces |

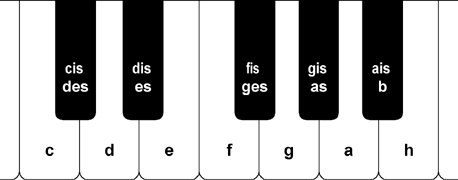
Clavier en notation allemande

- ♭ = Erniedrigungszeichen (bémol), ♮ = Auflösungszeichen (bécarre), ♯ = Kreuz (dièse)
- B = Si ♭, H = Si ♮, His = Si ♯
- Tonalité b-Moll = Si ♭ mineur, Cis-Dur (Leitton : His) = Do ♯ majeur (sensible : Si ♯)

## Traduction et indications d'interprétation
Nota — Les adjectifs sont neutres (tels Ernstem qui signifie Sérieux comme Sérieuse en fonction du contexte). Seule leur traduction masculine figure au lexique.
| Terme Allemand                       | Traduction                                   | En pratique                                                                        |
| aber                                 | mais                                         | Par exemple : Rasch aber leicht, pour Rapide mais léger                            |
| abgemessen                           | mesuré                                       |                                                                                    |
| abnehmen                             | en diminuant                                 |                                                                                    |
| abstossen                            | détacher                                     |                                                                                    |
| alle                                 | tous, tutti                                  |                                                                                    |
| allein                               | seul                                         |                                                                                    |
| allmählich                           | progressivement                              |                                                                                    |
| Anfang                               | le début                                     | Par exemple : wie an Anfang, comme au début                                        |
| angebunden                           | joué en même temps                           | Mahler, Symphonie no. 3                                                            |
| anschwellend                         | crescendo                                    |                                                                                    |
| aus der Ferne                        | venant de loin                               |                                                                                    |
| Ausdruck                             | expression                                   |                                                                                    |
| ausdrucksvoll                        | expressif                                    | Majorité du répertoire                                                             |
| Ausgabe                              | édition                                      |                                                                                    |
| auszuhalten                          | soutenir, tenir                              | Soutenir le tempo ou le son                                                        |
| bedächtig                            | posé                                         | Mahler, Symphonie no. 4                                                            |
| belebt                               | animé, vif                                   |                                                                                    |
| beruhigt                             | apaisé                                       |                                                                                    |
| bewegt                               | agité, animé                                 |                                                                                    |
| bewegter                             | plus vite                                    | équivalent de "più mosso"                                                          |
| Bewegung                             | mouvement, tempo                             | Mahler, Symphonie no. 3                                                            |
| bis zu                               | jusqu'à                                      |                                                                                    |
| breit                                | large                                        |                                                                                    |
| Dämpfer                              | sourdine                                     |                                                                                    |
| Dirigenten                           | chef d'orchestre                             |                                                                                    |
| doch                                 | pourtant, toutefois                          |                                                                                    |
| drängend                             | avec insistance, en pressant                 |                                                                                    |
| eilend                               | en accélérant                                | Par exemple : Nicht eilen ! ou Ohne zu eilen, pour sans presser                    |
| Empfindung                           | expression                                   | Par exemple : mit Empfindung, pour avec expression                                 |
| Erst                                 | premier                                      |                                                                                    |
| ernst                                | sérieux, sérieusement                        |                                                                                    |
| ernsthaft                            | gravement                                    |                                                                                    |
| ersterbend                           | mourant                                      | équivalent de "morendo" ou "perdendosi"                                            |
| etwas                                | assez                                        | Par exemple : Etwas rasch, pour assez rapide                                       |
| fast                                 | presque                                      |                                                                                    |
| feierlich                            | solennellement                               |                                                                                    |
| feierlich                            | solennel, joyeux                             | Wagner, Parsifal                                                                   |
| feurig                               | avec feu, fougueux                           |                                                                                    |
| Flag.                                | Flageolet (harmoniques)                      | Mahler, Symphonie no. 1                                                            |
| frei                                 | librement                                    |                                                                                    |
| frisch                               | vigoureux, vivant                            |                                                                                    |
| früher                               | précédemment                                 |                                                                                    |
| gebunden                             | lié                                          | équivalent de "legato"                                                             |
| gedämpft                             | sourd, assourdi, avec sourdine               |                                                                                    |
| gefühlvoll                           | avec un sentiment profond                    |                                                                                    |
| gemählich                            | tranquille                                   | Strauss, Till Eulenspiegel                                                         |
| gemessen                             | précis, mesuré                               |                                                                                    |
| gesangvoll                           | chantant                                     |                                                                                    |
| geschlagen                           | frappé                                       |                                                                                    |
| getragen                             | soutenu                                      |                                                                                    |
| gräzios                              | gracieux                                     |                                                                                    |
| Griffbrett                           | sur la touche                                | équivalent de "sul tasto"                                                          |
| Hälfte                               | moitié                                       | Par exemple, pour désigner la moitié d'une section de cordes.                      |
| Haupttempo                           | Tempo principal                              | Mahler, Symphonie no. 3                                                            |
| hervotretend                         | en-dehors                                    | Schönberg, Gurre-Lieder                                                            |
| höchst                               | extrêmement                                  |                                                                                    |
| im klagenden Ton                     | douloureux                                   |                                                                                    |
| immer                                | toujours                                     |                                                                                    |
| keck                                 | avec caractère                               | ou encore: audacieux, avec impertinence                                            |
| klagend                              | plaintif                                     |                                                                                    |
| Klang                                | son                                          |                                                                                    |
| kräftig                              | avec force                                   |                                                                                    |
| kurz                                 | court                                        |                                                                                    |
| innig                                | intime, intérieur                            |                                                                                    |
| langsam                              | lent                                         |                                                                                    |
| langsamer                            | plus lent                                    |                                                                                    |
| Langsamst                            | très lent                                    |                                                                                    |
| lebhaft                              | vif                                          |                                                                                    |
| leicht                               | léger                                        |                                                                                    |
| leidenschaftlich                     | passionnément                                |                                                                                    |
| leise                                | doucement                                    |                                                                                    |
| leise bewegt                         | légèrement agité                             |                                                                                    |
| lustig                               | espiègle, joyeux                             |                                                                                    |
| Mal                                  | fois                                         | Par exemple : 1. Mal, pour 1re fois                                                |
| mässig                               | modéré                                       |                                                                                    |
| mit                                  | avec                                         | Par exemple : Mit ernstem Ausdruck, pour Avec une expression sérieuse              |
| mit Ausdruck                         | avec expression                              |                                                                                    |
| mit fröhlichem Ausdruck              | avec une expression joyeuse                  |                                                                                    |
| mutig                                | hardiment                                    |                                                                                    |
| nach und nach                        | peu à peu, progressivement                   |                                                                                    |
| nicht zu                             | pas trop                                     | Par exemple : Doch nicht zu langsam, pour modéré (mais) pas trop lent              |
| (immer) noch                         | encore                                       |                                                                                    |
| nur                                  | seulement                                    |                                                                                    |
| ober                                 | en haut                                      |                                                                                    |
| ohne (zu)                            | sans                                         | Par exemple : Ohne zu schleppen, pour sans traîner                                 |
| plötzlich                            | tout à coup, soudain                         |                                                                                    |
| rasch                                | rapide                                       |                                                                                    |
| rasend                               | violemment, furieusement                     |                                                                                    |
| ruhig                                | calme                                        |                                                                                    |
| Satz                                 | mouvement (= pièce musicale)                 |                                                                                    |
| schalkhaft                           | espiègle                                     |                                                                                    |
| schattenhaft                         | ombragé                                      | Strauss, Till Eulenspiegel                                                         |
| schleppend                           | en traînant                                  | Par exemple : nicht schleppen, pour ne pas ralentir                                |
| schlicht                             | simple, simplement                           |                                                                                    |
| schnell                              | vite                                         | Par exemple : nicht schneller, pour pas plus vite, ne pas presser                  |
| schwach                              | faible                                       | Expression dérivée : schwacher, pour plus faible, en diminuant                     |
| Schwung                              | brio, énergie                                |                                                                                    |
| sehr                                 | très                                         | Par exemple : Sehr leicht, pour Très léger                                         |
| sehnsuchtsvoll                       | nostalgique                                  |                                                                                    |
| so… als möglich                      | aussi… que possible                          |                                                                                    |
| stark                                | fort, fortement                              |                                                                                    |
| Steg                                 | chevalet                                     |                                                                                    |
| steigernd                            | s'intensifiant                               |                                                                                    |
| Stimme                               | partie, voix                                 |                                                                                    |
| stürmisch                            | orageux                                      |                                                                                    |
| Takt                                 | mesure, temps                                |                                                                                    |
| Teil                                 | partie                                       | Par exemple : I. Teil, pour 1re partie                                             |
| traurig                              | triste                                       |                                                                                    |
| über                                 | au-dessus                                    | Par exemple : über das ganze Orchester hinaus, s'élevant au-dessus de l'orchestre. |
| überraschend                         | surprenant                                   |                                                                                    |
| und                                  | et                                           |                                                                                    |
| unten                                | en dessous                                   |                                                                                    |
| verhallend, verklingend, verlöschend | morendo, en éteignant progressivement le son |                                                                                    |
| verschwindend                        | en disparaissant                             |                                                                                    |
| vibrirend                            | en vibrant                                   |                                                                                    |
| viel                                 | beaucoup                                     |                                                                                    |
| Vorschläge                           | agréments, ornements                         |                                                                                    |
| Vorspiel                             | prélude                                      |                                                                                    |
| weich                                | tendre                                       |                                                                                    |
| weinend                              | plaintif                                     |                                                                                    |
| weit                                 | lointain                                     |                                                                                    |
| wieder                               | à nouveau                                    |                                                                                    |
| wuchtiger                            | plus lourd, plus vigoureux                   |                                                                                    |
| wütend                               | en colère                                    | Strauss, Till Eulenspiegel                                                         |
| zart                                 | délicat, tendre                              |                                                                                    |
| Zeitmass                             | tempo                                        |                                                                                    |
| ziemlich                             | assez                                        |                                                                                    |
| zögernd                              | en retardant, en hésitant                    |                                                                                    |
| zu                                   | trop                                         |                                                                                    |
| zufahrend                            | en pressant                                  | équivalent de "stringendo"                                                         |
| zunehmend                            | en augmentant l'intensité du son             |                                                                                    |
| zurückgehend                         | en retenant                                  |                                                                                    |
| zurückhaltend                        | avec réserve, en retenant                    | équivalent de "meno mosso"                                                         |
| zweichörig                           | à double chœur                               |                                                                                    |